# Die Nadel (Film)
Die Nadel (englisch Eye of the Needle ‚Das Nadelöhr‘) ist ein britischer Spionagethriller nach dem gleichnamigen Roman von Ken Follett. Die Regie führte Richard Marquand. In der Haupt- und Titelrolle stand Donald Sutherland vor der Kamera. Am 24. Juli 1981 feierte der Film in den USA seine Premiere und kam 30. Oktober 1981 in die westdeutschen Kinos. Seit dem 7. Dezember 2000 ist der Film auf DVD erhältlich und seit 5. April 2018 auf Blu-ray.

## Handlung
Henrik „Henry“ Faber operiert während des Zweiten Weltkriegs als deutscher Spion in England. Sein Spitzname Die Nadel ist damit zu erklären, dass er ein Stilett als Mordwaffe bevorzugt.
Nachdem Faber entdeckt hat, dass mit Attrappen britischer Kampfflugzeuge vom tatsächlichen Ort der späteren Landung alliierter Truppen in der Normandie abgelenkt werden soll, will er diese Information persönlich nach Deutschland überbringen. Nach eiskalt ausgeführten Morden an mehreren Personen, die ihn als Spion verraten könnten, führt ihn sein Weg nach Schottland, vor dessen Küste er von einem deutschen U-Boot aufgenommen werden soll. Auf seinen Fersen befinden sich bereits Agenten der britischen Spionageabwehr.
Vor der schottischen Küste gerät Faber mit einem Boot in Seenot und anschließend als Schiffbrüchiger auf eine kleine Insel, die nur vom Ehepaar David und Lucy Rose, deren Sohn und einem Leuchtturmwärter bewohnt ist. Um die Beziehung des Ehepaars ist es nicht gut bestellt, weil David Rose mehrere Jahre zuvor bei einem Unfall beide Beine verloren hatte und er in der Folge zunehmend mürrisch geworden ist. Auch deshalb lässt sich Lucy Rose auf eine heimliche Affäre mit Faber ein. Ihm gegenüber wird ihr Ehemann in der nächsten Zeit immer misstrauischer. Bald enttarnt er Faber als Spion, und es kommt zum Showdown: Faber ermordet David Rose, indem er ihn im Zweikampf von der Klippe stürzt, dann tötet er auch noch den Leuchtturmwärter, dessen Funkgerät für die Kontaktaufnahme zum wartenden deutschen U-Boot wichtig ist. Schließlich findet Lucy Rose ihren Ehemann tot im Wasser liegen, was Faber aber nicht weiß, deshalb behauptet er später mit David gesprochen zu haben, Lucy erkennt nun in Faber den Mörder ihres Mannes. Aufgrund der Affäre mit Lucy hat Faber Skrupel sie ebenfalls zu töten, so dass es ihr gelingt, ihn auf der Flucht zu erschießen.

## Entstehung und Veröffentlichung
| Darsteller           | Figur                | Deutscher Sprecher            |
| -------------------- | -------------------- | ----------------------------- |
| Donald Sutherland    | Henrik „Henry“ Faber | Hartmut Reck                  |
| Kate Nelligan        | Lucy Rose            | Marion Hartmann & Uta Hallant |
| Christopher Cazenove | David Rose           | Michael Brennicke             |
| Stephen MacKenna     | Lieutenant           |                               |
| Philip Martin Brown  | Billy Parkin         |                               |
| Allan Surtees        | Colonel Terry        | Bruno W. Pantel               |
| Ian Bannen           | Inspector Godliman   | Reinhard Glemnitz             |
| Faith Brook          | Lucys Mutter         | Haide Lorenz                  |
| Barbara Ewing        | Mrs. Garden          |                               |
| Rita Tobin-Weske     | Vermieterin          | Alice Franz                   |

Der Film entstand etwa drei Jahre nach Veröffentlichung von Ken Folletts gleichnamigen Roman, dessen erstem Bestseller mit mehreren Millionen verkauften Exemplaren. Der Roman trug den Arbeitstitel Storm Island nach dem Schauplatz der zweiten Hälfte der Geschichte. Hauptdarsteller Donald Sutherland verkörperte bereits 1976 in Der Adler ist gelandet einen deutschen Spion im Vereinigten Königreich.
Gedreht wurde unter anderem auf der schottischen Insel Isle of Mull (für die fiktive Insel Storm Island), in der kleinen Hafenstadt Oban sowie an der Connel Bridge. Studioaufnahmen fanden in den Shepperton Studios und Twickenham Film Studios statt.
Der Film spielte weltweit rund 17,6 Millionen US-Dollar ein. In der Bundesrepublik Deutschland wurden an den Kinokassen 123.538 Eintrittskarten verkauft, was umgerechnet rund 461.000 Euro an Einnahmen entspricht. George Lucas war von Richard Marquands Regieleistung derart beeindruckt, dass er Marquand anschließend mit der Regie von Die Rückkehr der Jedi-Ritter (1983) beauftragte.

## Historischer Hintergrund
- Die Alliierten unterhielten tatsächlich eine Geisterarmee in der Nähe von Dover, die 1. US-Heeresgruppe, welche die Deutschen über den Ort der Invasion täuschen sollte. Der Codename für diese Mission war Operation Fortitude, die Teil einer größeren Kampagne war, die den Codenamen Operation Bodyguard trug.
- Der im Film gezeigte Geländewagen der Familie Rose ist ein deutscher DKW Munga, der aber erst ab Oktober 1956 gebaut wurde. Das Motorrad von Faber ist  eine Velocette MAC 350, Baujahr 1953.[5]
- Zur Zeit der Filmhandlung besaß das Vereinigte Königreich keinen flugtauglichen Hubschrauber. Der erste wurde in Deutschland 1941 in Dienst gestellt, die Kolibri von Anton Flettner. 1942 nahmen die Streitkräfte der Vereinigten Staaten mit der Sikorsky R-4 ihren ersten einsatzfähigen Hubschrauber in Dienst. Der Hubschrauber im Film ähnelt der Sikorsky S-48 bzw. Sikorsky S-51 (ab 1944 einsatzfähig), der damals jedoch nur in den USA im Dienst war. Als der Hubschrauber gegen Ende des Films zur Insel aufsteigt, ist jedoch zu erkennen, dass es sich in Wirklichkeit um der weiterentwickelten Westland Widgeon handelt, der Mitte der 1950er Jahre produziert wurde.
- Das deutsche U-Boot U 53, das Faber abholen will, wurde bereits am 23. Februar 1940 in der Nordsee vor der schottischen Küste durch den britischen Zerstörer Gurkha versenkt.

## Rezeption
Die Nadel erhielt ein gutes Presseecho, was sich auch in den Auswertungen US-amerikanischer Aggregatoren widerspiegelt. So erfasst Rotten Tomatoes größtenteils positive Besprechungen und ordnet den Film dementsprechend als „Frisch“ ein. Laut Metacritic fallen die Bewertungen im Mittel „Grundsätzlich Wohlwollend“ aus.

„Zwischen Thriller und tiefsinnigem Melodram schwankende Spionage-Story, die ihre Figuren ungenügend charakterisiert und erst im letzten Drittel inszenatorisches Geschick verrät.“

„Einige Leute werden diesen Film langatmig finden. Ich hingegen halte ihn für wohl durchdacht. Meiner Meinung nach ist es wirkungsvoller, einen Plot wie diesen in einem bedächtigen Schritt zu entwickeln, als durch ihn hindurchzurauschen. Damit hat der Zuschauer die Möglichkeit, über den Charakter der Nadel und über die wenigen, rätselhaften Anhaltspunkte seiner Motivationen nachzudenken.“

„Die Nadel ist ein spannender Thriller, der sich die Zeit für den Spannungsaufbau nimmt, bevor ein taumelhaftes Finale ausbricht. […] Die Handlung ist glaubwürdig und Sutherlands lakonische Darstellung passt gut zur Rolle des Faber, der vorsichtig, umsichtig und bösartig ist.“

Die Nadel war im Jahr 1982 in der Kategorie Best Motion Picture für den Edgar Allan Poe Award nominiert, konnte diese Auszeichnung jedoch nicht gewinnen.

## Belege und weiterführende Informationen
1. 1 2  Die Nadel. In: Lexikon des internationalen Films. Filmdienst, abgerufen am 17. September 2024.
2. ↑  Die Nadel. In: Deutsche Synchronkartei. Abgerufen am 17. September 2024.
3. ↑  Eye of the Needle (1981). In: Box Office Mojo. Abgerufen am 17. September 2024.
4. ↑  Die erfolgreichsten Filme in Deutschland 1981. In: insidekino.de. Abgerufen am 17. September 2024.
5. ↑  Eye of the Needle, Movie, 1981. In: imcdb.org. Abgerufen am 14. September 2024.
6. 1 2  Die Nadel. In: Rotten Tomatoes. Fandango, abgerufen am 27. Dezember 2024 (englisch, aggregiert aus 20 Kritiken).
7. 1 2  Die Nadel. In: Metacritic. Abgerufen am 27. Dezember 2024 (englisch, aggregiert aus 11 Kritiken).
8. ↑  Hal Erickson: Die Nadel (Memento vom 7. November 2017 im Internet Archive) bei AllMovie (englisch)
9. 1 2  Roger Ebert in der Chicago Sun-Times „Some people will find the movie slow going. I preferred to think of it as deliberate. It is effective, I think, to develop a plot like this at a deliberate pace, instead of rushing headlong through it. That gives us time to meditate on the character of the Needle, and to ponder his very few, enigmatic references to his own behavior.“
10. ↑  Brian Webster: Eye of the Needle. In: apolloguide.com. Archiviert vom Original am 8. Oktober 2007; abgerufen am 26. September 2017 (englisch): „Eye of the Needle is a tense thriller that takes its time in building tension before exploding during its frenzied conclusion. […] This is all believable and Sutherland’s laconic acting style is well suited to the character of Faber, a careful, circumspect and vicious man.“

- Weitere Filmlinks:
- IMDb: Link |
- OFDb: Link |
- Cinema: Link |
- Schnittberichte: Link |
- Prisma: Link |
- TMDb: Link |
- Letterboxd: Link |
- Moviepilot: Link |
- bearbeiten